# Renault Type LZ
Der Renault Type LZ war ein Personenkraftwagenmodell der Zwischenkriegszeit von Renault. Er wurde auch 18/22 CV genannt.

## Beschreibung
Die nationale Zulassungsbehörde erteilte am 26. April 1924 seine Zulassung. Vorgänger war der Renault Type KD. Das Modell stellte die Sportausführung des Renault Type MG dar. 1925 endete die Produktion. Modellpflege führte zum Type LZ 1, der am 20. November 1924 seine Zulassung erhielt und bis 1926 im Sortiment stand.
Der wassergekühlte Sechszylindermotor mit 85 mm Bohrung und 140 mm Hub hatte 4766 cm³ Hubraum. Die Motorleistung wurde über eine Kardanwelle an die Hinterachse geleitet. Die Höchstgeschwindigkeit war je nach Übersetzung mit 58 km/h bis 70 km/h angegeben.
Bei einem Radstand von 338,8 cm und einer Spurweite von 144 cm war das Fahrzeug 452 cm lang und 170 cm breit. Der Wendekreis war mit 15 bis 16 Metern angegeben. Das Fahrgestell wog 1400 kg. Zur Wahl standen Tourenwagen und Cabriolet.
Der Type LZ 1 unterschied sich nur in Details wie den Bremsen.